# 이카리 신지
이카리 신지(碇 シンジ)는 신세기 에반게리온의 등장인물로 에바 초호기의 파일럿이자 서드 칠드런이다. 이카리 겐도와 이카리 유이의 아들이다.

## 성격
어려서 어머니를 잃은 탓에 애니메이션 초반기부터 매우 내향적인 성격을 보인다. 스스로 나서는 것을 매우 꺼리며, 이런 성격 탓에 아스카로부터 종종 '바보 신지'라 불린다. 특히 어렸을 때 아버지 겐도가 자신을 버린 기억 때문에 아버지와 사이가 좋지 않다. 혼자 있을 때 종종 아버지의 워크맨을 끼고 다닌다.
1화에서 에바 초호기에 타라는 겐도의 명령을 거부하지만, 레이가 피를 흘리는 모습을 보고는 초호기에 타기로 결심한다.
3화에서는 사도와의 첫 전투 중에 여동생이 다쳤다는 이유로 동급생인 스즈하라 토우지와 갈등을 빚지만, 4화에서 화해하고 토우지, 켄스케와 친구가 된다.
애니메이션 내용이 전개될수록 성격이 바뀌는 모습을 보이지만, 나중에는 원래의 내향적인 성격으로 돌아가 버린다.

## 신극장판에서의 이카리 신지
인물의 성격 등 애니메이션과 큰 차이는 없다. 원작보다 조금 더 소심해졌다. 원작 발디엘전 당시 3호기 파일럿(토우지)이 누군지 몰랐으나, 신극장판에서는 아스카라는 것을 알고있다. 그리고 "에반게리온 파"에서 신지가 니어 서드 임팩트(서드 임팩트에 가까운 임팩트)를 일으키며 에바에 탄 채로 동결당한다. 14년 뒤 시점인 "에반게리온 Q" 에서는 뷜레에 의해 초호기에서 나오나, 뷜레 멤버들의 차가운 태도에 슬퍼하다가 마크 9에 의해 네르프로 이동 나기사 카오루와 함께 에바 제 13호기에 탑승해 세계를 되돌리려 하나 결국 포스 임팩트가 일어나게 된다. 